# Douaumont
Douaumont era una comuna francesa que estaba situada en el departamento de Mosa, de la región de Gran Este que el 1 de enero de 2019 pasó a formar parte de la comuna nueva de Douaumont-Vaux como comuna delegada.

## Historia
En el transcurso de la Primera Guerra Mundial la población quedó totalmente destruida. 

## Demografía
| Gráfica de evolución demográfica de Douaumont entre 1800 y 2016 |
|                                                                 |

Los datos demográficos contemplados en este gráfico de la comuna de Douaumont se han cogido de 1800 a 1999 de la página francesa EHESS/Cassini, y los demás datos de la página del INSEE.

## Patrimonio
En sus proximidades se encuentra el osario de Douaumont que contiene los restos de más de 100 000 combatientes de la Primera Guerra Mundial, que participaron en la batalla de Verdún y cuyos cuerpos no pudieron ser identificados. 